# 206.ª Brigada Mixta (Ejército Popular de la República)
La 206.ª Brigada Mixta fue una unidad militar del Ejército Popular Español, creada como defensa de la Segunda República Española en el contexto de la guerra civil española. Alcanzó notoriedad por ser la unidad que dominó la sublevación que estalló en la Base Naval de Cartagena al final de la guerra, durante la Sublevación de Cartagena.

## Orígenes
La 206.ª Brigada Mixta se formó en Hortaleza en el mes de mayo de 1938, y fue adscrita a la 14.ª División del XVI Cuerpo de Ejército, reserva del Grupo de Ejércitos de la Región Central (GERC). Su primer jefe fue el mayor de milicias Antonio Sempere Colomina, estando en periodo de instrucción.

## Historial de operaciones

### Frente de Extremadura
Al terminar su periodo de instrucción, fue cedida a la 10.ª División del XXI Cuerpo de Ejército, con la que acudió urgentemente, en el mes de junio, al frente de Extremadura para enfrentarse a la ofensiva franquista en aquel sector. Del 24 de junio hasta finales de mes, la Brigada cooperó en los contraataques republicanos sobre los puertos de Castuera y Calabazar, en los que sufrió fuertes pérdidas, hasta el punto de ser retirada de primera línea y enviada a Levante para su reorganización. Sempere fue reemplazado por Artemio Precioso Ugarte, pasando Sempere a ser su Jefe de Estado Mayor. La brigada quedó en segunda línea durante las últimas semanas de la campaña de Levante, donde permaneció como reserva los siguientes meses sin participar en acciones bélicas destacables.

### Sublevación de Cartagena
El 3 de marzo de 1939, cuando se hallaba acuartelada en Valencia, la Brigada fue enviada a Cartagena para reforzar la guarnición de la Base Naval, como parte de la política de Juan Negrín para evitar conspiraciones entre algunos sectores de las fuerzas armadas (el mando de la Base Naval había recaído en Francisco Galán). No obstante, ese mismo día, a últimas horas de la noche estalló una revuelta en la Base Naval, en principio de con carácter anticomunista pero que fue derivando claramente en apoyo del bando franquista. La Brigada continuó su avance, aunque ahora se trataba de suprimir a los golpistas y recuperar el control de la vital Base militar. Al atardecer del 5 de marzo llegó a las afueras de Cartagena y durante el día siguiente fue recuperando el control de la ciudad y de las instalaciones militares; A primeras horas del día 7 terminó con las últimas resistencias de los insurrectos, en especial de las baterías costeras. Aprovechando la ocasión, Casado rompió con el presidente Negrín y dio pie a un enfrenamiento entre un conglomerado de fuerzas anticomunistas frente a Negrín y los comunistas. El Comandante Precioso se decantó con su brigada por la fidelidad al gobierno, protegiendo con ello la zona Sur del Levante donde se hallaban las autoridades gubernativas y los dirigentes del PCE. 
El 23 de marzo los últimos dirigentes comunistas se retiraron del país, y Artemio Precioso y los mandos de su unidad se dirigieron al aeródromo de Totana, donde se apoderaron de 3 aviones con los que huyeron a Argelia. La Brigada quedó prácticamente disuelta.

## Mandos
Comandantes
- Mayor de milicias Antonio Sempere Colomina (mayo - julio de 1938);
- Mayor de milicias Artemio Precioso Ugarte (julio de 1938 - marzo de 1939);